# John Casablancas
John Casablancas Ubach (Nova York, 12 de desembre de 1942 - Río de Janeiro, 20 de juliol de 2013) fou un empresari i agent de models nord-americà d'origen català, conegut per haver fundat l'agència de models Elite Model Management, més coneguda com a Elite. Era net de l'empresari Ferran Casablancas i Planell, nebot del també empresari Joan Casablancas i Bertran i pare del cantant dels The Strokes, Julian Casablancas.

## Biografia
Casablancas va ser el tercer fill d'Antònia i Ferran Casablancas, un comerciant de tèxtil. Els seus pares van emigrar de Catalunya a Manhattan per escapar-se de la Guerra Civil Espanyola durant els anys 30. Va estudiar a l'Institut Le Rosey de Suïssa i després a diverses universitats europees. No es va graduar, però va adquirir un ampli coneixement de les finances i les relacions públiques.
John Casablancas va fundar l'agència de models Elite Model Management, el 1972, a París. Se'l va acreditar com a responsable de desenvolupament del concepte de supermodel i també el mèrit de llançar a la fama gent com Cindy Crawford, Naomi Campbell, Linda Evangelista, Claudia Schiffer, Adriana Lima, Heidi Klum i Gisele Bündchen. La seva agència de models va resultar un èxit absolut mentre ell se'n va fer càrrec.
El 1965, Casablancas es va casar amb Marie Christine Favard, i va tenir una filla, Cecile, que és dissenyadora de joies. La parella es va separar després de cinc anys de matrimoni. El 1978, Casablancas es va casar amb Jeanette Christiansen, una model danesa que va ser Miss Dinamarca el 1965. D'aquesta relació va néixer un fill, Julian, fundador i vocalista de la banda de rock The Strokes. Casablancas i Christiansen es van divorciar el 1983. El 1993, es va casar amb la model brasilera Aline Wermelinger, que en aquell moment tenia 17 anys. La parella va tenir tres fills: Fernando, John Jr. i Nina. Casablancas va morir a la residència de Río de Janeiro de càncer, a l'edat de 70 anys.